# El Salvador en la Copa Mundial de Fútbol de 1982
La Selección de El Salvador fue uno de los 24 equipos participantes de la Copa Mundial de Fútbol de 1982 realizada en España. Se clasificó sorteando la preliminar centroamericana y la ronda final de CONCACAF, ambas junto a Honduras que clasificó en primer lugar. En esta clasificatoria se marcó un hito ya que por primera vez clasificaron dos selecciones centroamericanas a una Copa del Mundo.
El Salvador clasificaba por segunda vez a una Copa Mundial donde enfrentó a Hungría, Bélgica (subcampeón de Europa y con quien se enfrentó en 1970) y el campeón vigente: Argentina.
Nuevamente salió último perdiendo todos sus partidos siendo el más recordado el que jugó con Hungría, al perder por 10 a 1 siendo éste el marcador más abultado en la historia de las copas del mundo.

## Clasificación

### Zona deCentroamérica
| Equipo      | Pts. | PJ | PG | PE | PP | GF | GC | Dif |
| ----------- | ---- | -- | -- | -- | -- | -- | -- | --- |
| Honduras    | 12   | 8  | 5  | 2  | 1  | 15 | 5  | 10  |
| El Salvador | 12   | 8  | 5  | 2  | 1  | 12 | 5  | 7   |
| Guatemala   | 9    | 8  | 3  | 3  | 2  | 10 | 2  | 8   |
| Costa Rica  | 6    | 8  | 1  | 4  | 3  | 6  | 10 | -4  |
| Panamá      | 1    | 8  | 0  | 1  | 7  | 3  | 24 | -21 |

| 24 de agosto de 1980 | Panamá      | 1:3 (1:1) | El Salvador                          | Estadio Revolución, Ciudad de Panamá                       |                                                            |
|                      | Paschal 19' |           | Rivas 16' · Huezo 75' · González 82' | Asistencia: 3 547 espectadores Árbitro(s): Frederick Hoyte | Asistencia: 3 547 espectadores Árbitro(s): Frederick Hoyte |

| 5 de octubre de 1980 | El Salvador                      | 4:1 (2:1) | Panamá       | Estadio Cuscatlán, San Salvador                              |                                                              |
|                      | González 29' 61' 77' · Rivas 35' |           | Montillo 27' | Asistencia: 33 005 espectadores Árbitro(s): Werner Winsemann | Asistencia: 33 005 espectadores Árbitro(s): Werner Winsemann |

| 26 de octubre de 1980 | El Salvador | 2:0 | Costa Rica | Estadio Cuscatlán, San Salvador                               |  |
| |             |     |            | Asistencia: 2 000 espectadores Árbitro(s): Domingo de la Mora |  |
| Costa Rica no se presentó al juego al "no tener suficientes garantías de seguridad", ante la guerra civil en ese país, por lo que se le dio la victoria de 2-0 al seleccionado local. Primera victoria de El Salvador ante Costa Rica en la historia de la clasificación para la Copa Mundial. |             |     |            |                                                               |  |

| 9 de noviembre de 1980 | Guatemala | 0:0 | El Salvador | Estadio Mateo Flores, Ciudad de Guatemala               |  |
|                        |           |     |             | Asistencia: 42 453 espectadores Árbitro(s): David Socha |  |

| 23 de noviembre de 1980 | El Salvador                | 2:1 (1:0) | Honduras     | Estadio Cuscatlán, San Salvador                           |                                                           |
|                         | González 9' · Guerrero 66' |           | Figueroa 85' | Asistencia: 40 851 espectadores Árbitro(s): Rolando Fusco | Asistencia: 40 851 espectadores Árbitro(s): Rolando Fusco |

| 30 de noviembre de 1980 | Honduras       | 2:0 (1:0) | El Salvador | Estadio Nacional, Tegucigalpa                                   |                                                                 |
|                         | Bailey 23' 66' |           |             | Asistencia: 38 979 espectadores Árbitro(s): Antonio Evangelista | Asistencia: 38 979 espectadores Árbitro(s): Antonio Evangelista |

| 10 de diciembre de 1980 | Costa Rica | 0:0 | El Salvador | Estadio Ricardo Saprissa, San José                             |  |
|                         |            |     |             | Asistencia: 3 284 espectadores Árbitro(s): Mario Rubio Vázquez |  |

| 21 de diciembre de 1980 | El Salvador | 1:0 (0:0) | Guatemala | Estadio Cuscatlán, San Salvador                             |                                                             |
|                         | Huezo 49'   |           |           | Asistencia: 22 813 espectadores Árbitro(s): Gino D'Ippolito | Asistencia: 22 813 espectadores Árbitro(s): Gino D'Ippolito |

Clasificaron a la ronda final:
- Honduras
- El Salvador

### Ronda final: Campeonato de Naciones de la Concacaf de 1981
La ronda final de las eliminatorias sirvió de marco al VIII Campeonato Concacaf de Naciones celebrado en el Estadio Nacional de Tegucigalpa (Honduras) del 1 de noviembre al 22 de noviembre de 1981. Los dos primeros del hexagonal clasificaban directamente al Mundial de 1982 siendo declarado el primer clasificado como campeón de Concacaf.
| Equipo      | Pts. | PJ | PG | PE | PP | GF | GC | Dif |
| ----------- | ---- | -- | -- | -- | -- | -- | -- | --- |
| Honduras    | 8    | 5  | 3  | 2  | 0  | 8  | 1  | 7   |
| El Salvador | 6    | 5  | 2  | 2  | 1  | 2  | 1  | 1   |
| México      | 5    | 5  | 1  | 3  | 1  | 6  | 3  | 3   |
| Canadá      | 5    | 5  | 1  | 3  | 1  | 6  | 6  | 0   |
| Cuba        | 4    | 5  | 1  | 2  | 2  | 4  | 8  | -4  |
| Haití       | 2    | 5  | 0  | 2  | 3  | 2  | 9  | -7  |

| 2 de noviembre de 1981 | Canadá         | 1:0 (0:0) | El Salvador | Estadio Nacional, Tegucigalpa                                             |                                                                           |
|                        | Stojanović 90' |           |             | Asistencia: 31 570 espectadores Árbitro(s): César Humberto Pagano Trucios | Asistencia: 31 570 espectadores Árbitro(s): César Humberto Pagano Trucios |

| 6 de noviembre de 1981 | México | 0:1 (0:0) | El Salvador   | Estadio Nacional, Tegucigalpa                                    |                                                                  |
|                        |        |           | Hernández 81' | Asistencia: 33 237 espectadores Árbitro(s): José de Assis Aragão | Asistencia: 33 237 espectadores Árbitro(s): José de Assis Aragão |

| 11 de noviembre de 1981 | El Salvador | 0:0 | Cuba | Estadio Nacional, Tegucigalpa                           |  |
|                         |             |     |      | Asistencia: 22 774 espectadores Árbitro(s): David Socha |  |

| 16 de noviembre de 1981 | Honduras | 0:0 | El Salvador | Estadio Nacional, Tegucigalpa                                           |  |
|                         |          |     |             | Asistencia: 39 882 espectadores Árbitro(s): Luis Paulino Siles Calderón |  |

| 19 de noviembre de 1981 | Haití | 0:1 (0:1) | El Salvador      | Estadio Nacional, Tegucigalpa                             |                                                           |
|                         |       |           | Huezo 28' (pen.) | Asistencia: 16 826 espectadores Árbitro(s): Osmond Downer | Asistencia: 16 826 espectadores Árbitro(s): Osmond Downer |

| Bandera de Honduras | Bandera de El Salvador |
| Honduras            | El Salvador            |
| Campeón 1.° título  | Segundo puesto         |

## Plantel
| #  | Nombre               | Posición      | Edad | Club                         |
| -- | -------------------- | ------------- | ---- | ---------------------------- |
| 1  | Luis Guevara         | Portero       | 20   | Atlético Marte               |
| 2  | Mario Castillo       | Defensa       | 30   | Santiagueño                  |
| 3  | José Francisco Jovel | Defensa       | 31   | Águila                       |
| 4  | Carlos Recinos       | Defensa       | 31   | FAS                          |
| 5  | Ramón Fagoaga        | Defensa       | 30   | Atlético Marte               |
| 6  | Joaquín Ventura      | Mediocampista | 25   | Santiagueño                  |
| 7  | Silvio Aquino        | Mediocampista | 32   | Alianza                      |
| 8  | José Luis Rugamas    | Mediocampista | 29   | Atlético Marte               |
| 9  | Ever Hernández       | Delantero     | 23   | Santiagueño                  |
| 10 | Norberto Huezo       | Mediocampista | 26   | Atlético Marte               |
| 11 | Jorge González       | Delantero     | 24   | FAS                          |
| 12 | Francisco Osorto †   | Defensa       | 25   | Santiagueño                  |
| 13 | José María Rivas †   | Delantero     | 24   | Independiente de San Vicente |
| 14 | Luis Ramírez         | Delantero     | 28   | Águila                       |
| 15 | Jaime Rodríguez      | Defensa       | 23   | KFC Uerdingen 05             |
| 16 | Mauricio Alfaro      | Mediocampista | 26   | Platense Municipal           |
| 17 | Guillermo Ragazzone  | Defensa       | 26   | Jalapa                       |
| 18 | Miguel Ángel Díaz    | Defensa       | 25   | Chalatenango                 |
| 19 | Julio Hernández      | Arquero       | 24   | Santiagueño                  |
| 20 | José Luis Munguía †  | Arquero       | 22   | FAS                          |
| DT | Mauricio Rodríguez   |               |      |                              |

Sin numeración específica y fija fueron los siguientes:**(Nº21)José Antonio Infantozzi (Argentina) DEL 06/09/1955 Club Deportivo Atlético Marte (El Salvador) y **(Nº22)Miguel Guillermo Barillas MED 05/05/1951 Club Deportivo Atlético Marte (El Salvador).

## Amistosos previos
La selección salvadoreña en el año 1982, luego de haber clasificado al Mundial de España, disputó cuatro partidos amistosos de cara a prepararse para el Mundial.
| Fecha               | Lugar         |             |                        | Resultado |                        |             |
| ------------------- | ------------- | ----------- | ---------------------- | --------- | ---------------------- | ----------- |
| 10 de enero de 1982 | San Francisco | El Salvador | Bandera de El Salvador | 2:0       | Bandera de Canadá      | Canadá      |
| 31 de enero de 1982 | San Salvador  | El Salvador | Bandera de El Salvador | 2:1       | Bandera de Rumania     | Rumania     |
| 18 de abril de 1982 | San Salvador  | El Salvador | Bandera de El Salvador | 3:2       | Bandera de Honduras    | Honduras    |
| 22 de abril de 1982 | Tegucigalpa   | Honduras    | Bandera de Honduras    | 1:1       | Bandera de El Salvador | El Salvador |

## Participación

### Primera fase

#### Grupo C
| Equipo      | Pts | PJ | PG | PE | PP | GF | GC |
| ----------- | --- | -- | -- | -- | -- | -- | -- |
| Bélgica     | 5   | 3  | 2  | 1  | 0  | 3  | 1  |
| Argentina   | 4   | 3  | 2  | 0  | 1  | 6  | 2  |
| Hungría     | 3   | 3  | 1  | 1  | 1  | 12 | 6  |
| El Salvador | 0   | 3  | 0  | 0  | 3  | 1  | 13 |

| 15 de junio de 1982, 21:00                                                                            | Hungría                                                                                         | 10:1 (3:0) | El Salvador | Nuevo Estadio, Elche                                                        |                                                                             |
| | Nyilasi 4', 83' · Pölöskei 11' · Fazekas 23', 54' · Tóth 50' · Kiss 69', 72', 76' · Szentes 70' | Reporte    | Zapata 64'  | Asistencia: 23.000 espectadores Árbitro(s): Ibrahim Youssef Al-Doy (Baréin) | Asistencia: 23.000 espectadores Árbitro(s): Ibrahim Youssef Al-Doy (Baréin) |
| El 10-1 de Hungría a El Salvador pasaría a ser la mayor goleada en la historia de las Copas del Mundo |                                                                                                 |            |             |                                                                             |                                                                             |

| 19 de junio de 1982, 21:00 | Bélgica   | 1:0 (1:0) | El Salvador | Nuevo Estadio, Elche                                                            |                                                                                 |
|                            | Coeck 19' | Reporte   |             | Asistencia: 15.000 espectadores Árbitro(s): Malcolm Moffatt (Irlanda del Norte) | Asistencia: 15.000 espectadores Árbitro(s): Malcolm Moffatt (Irlanda del Norte) |

| 23 de junio de 1982, 21:00 | Argentina                          | 2:0 (1:0) | El Salvador | Estadio José Rico Pérez, Alicante                                    |                                                                      |
|                            | Pasarella 22' (pen.) · Bertoni 54' | Reporte   |             | Asistencia: 32.500 espectadores Árbitro(s): Luis Barrancos (Bolivia) | Asistencia: 32.500 espectadores Árbitro(s): Luis Barrancos (Bolivia) |

## Goleadores
| Jugador                      | Total |
| ---------------------------- | ----- |
| Luis Baltazar Ramirez Zapata | 1     |